# Hydromorfologiczne elementy stanu wód

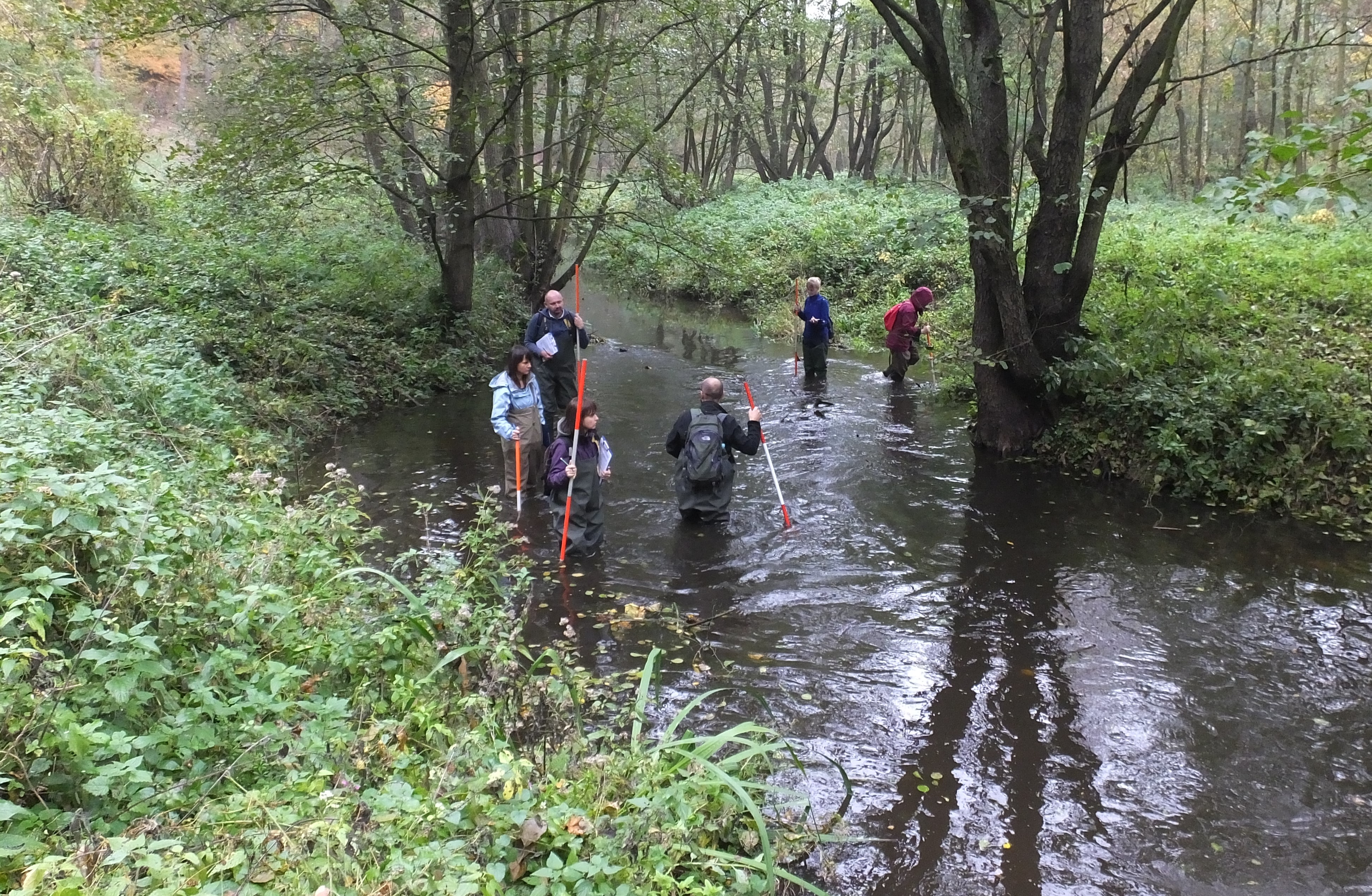
Monitoring hydromorfologiczny rzeki.

Hydromorfologiczne elementy stanu wód – elementy środowiska wodnego charakteryzujące jego parametry hydrologiczne i morfologiczne (geomorfologiczne) traktowane jako element składowy stanu lub potencjału ekologicznego wód powierzchniowych. Przed rozpowszechnieniem tego pojęcia przez wdrożenie ramowej dyrektywy wodnej hydromorfologia była określana również jako ekomorfologia. 

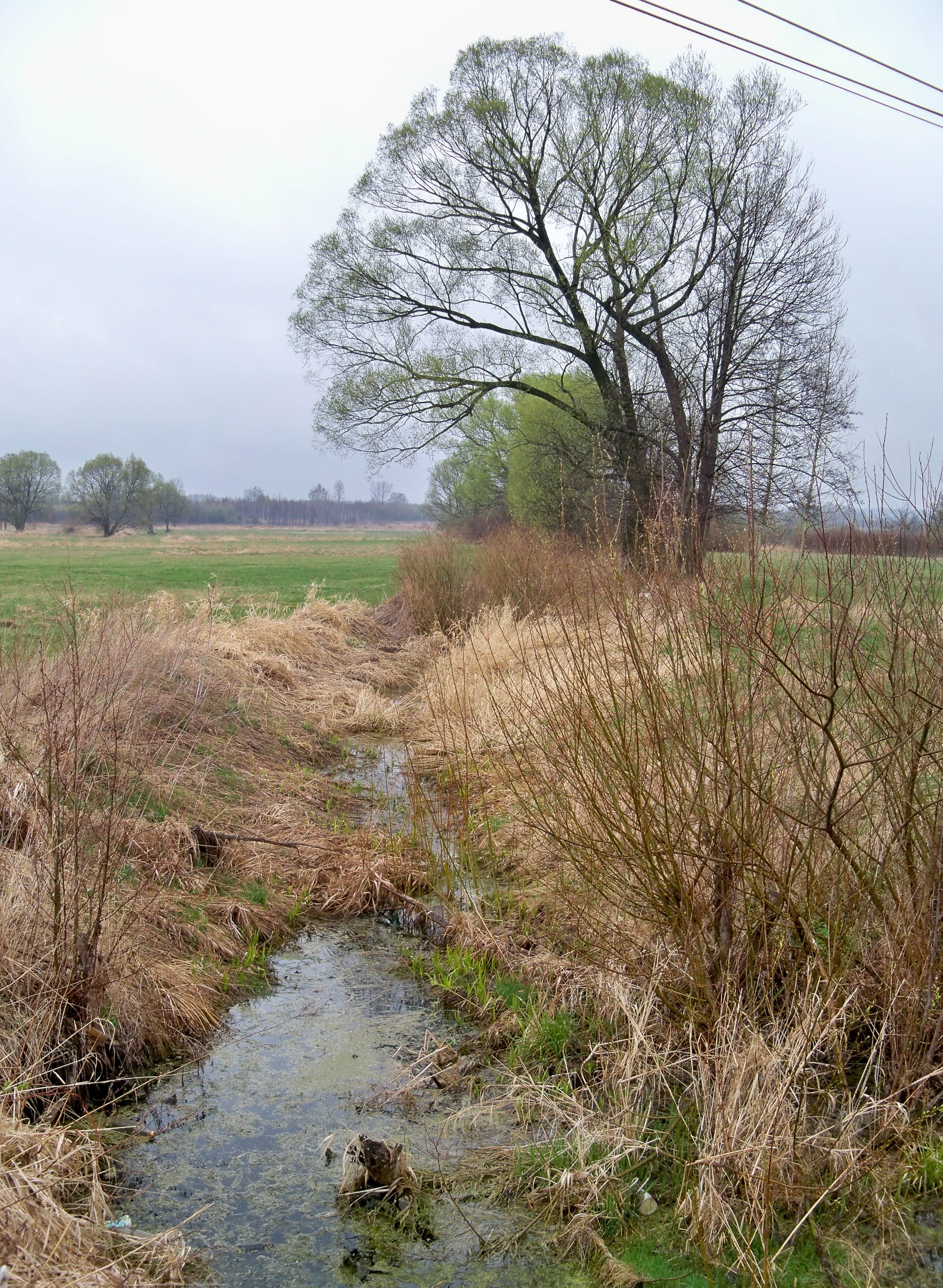
Stosunkowo mało przekształcony hydromorfologicznie odcinek małej rzeki nizinnej

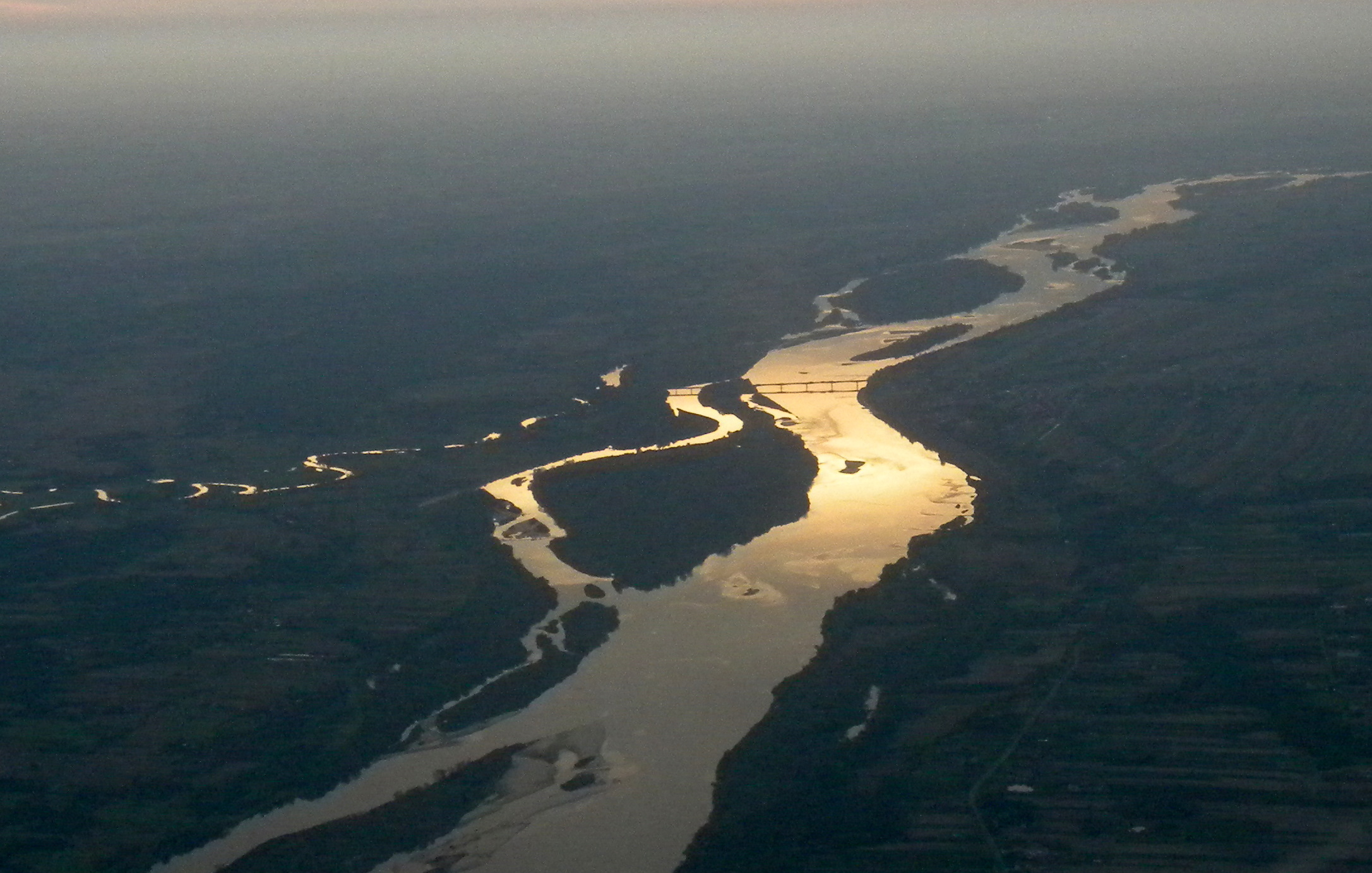
Stosunkowo mało przekształcony hydromorfologicznie odcinek dużej rzeki nizinnej

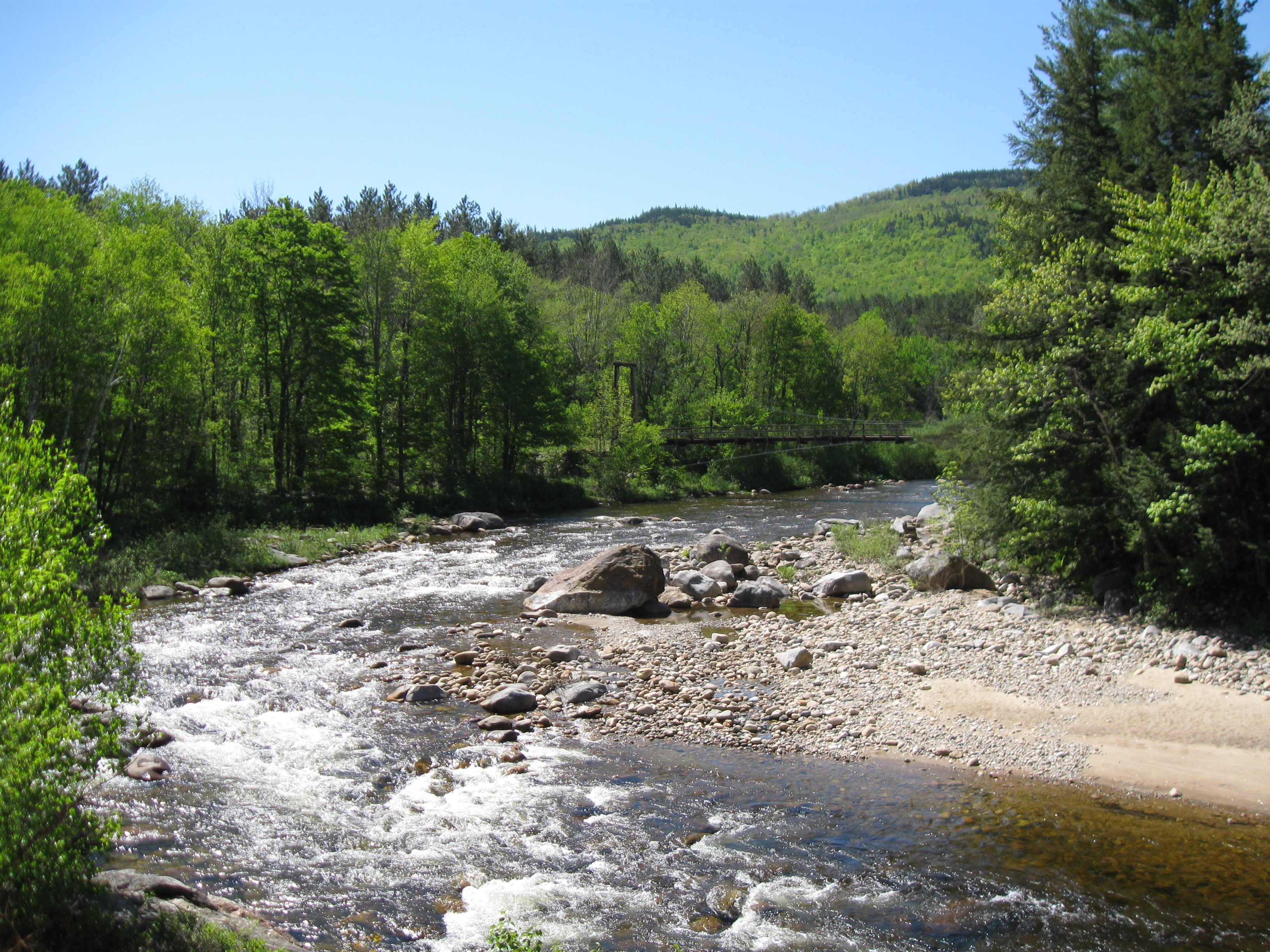
Mało przekształcony hydromorfologicznie odcinek rzeki górskiej

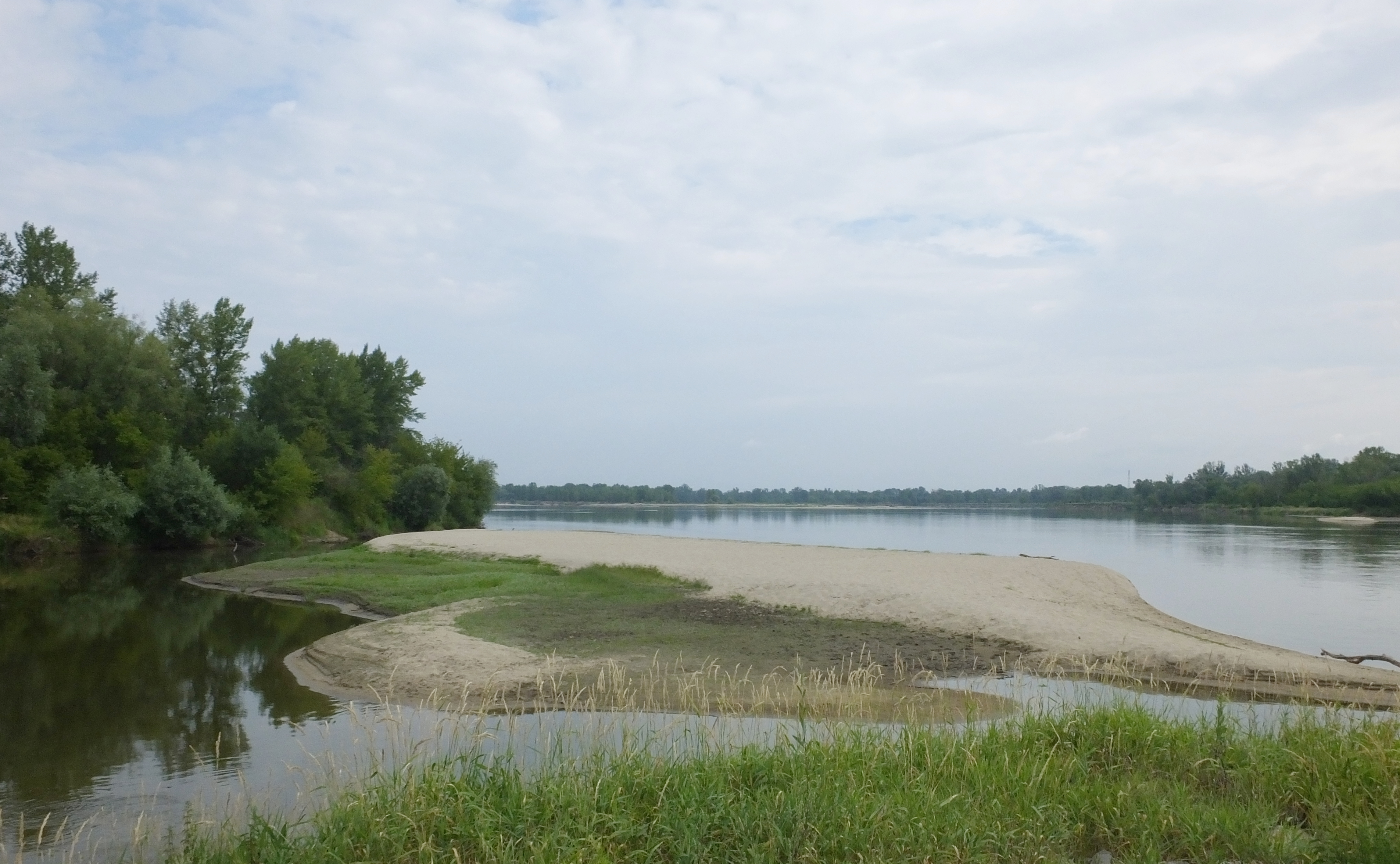
Odsyp korytowy – naturalny element morfologiczny koryta

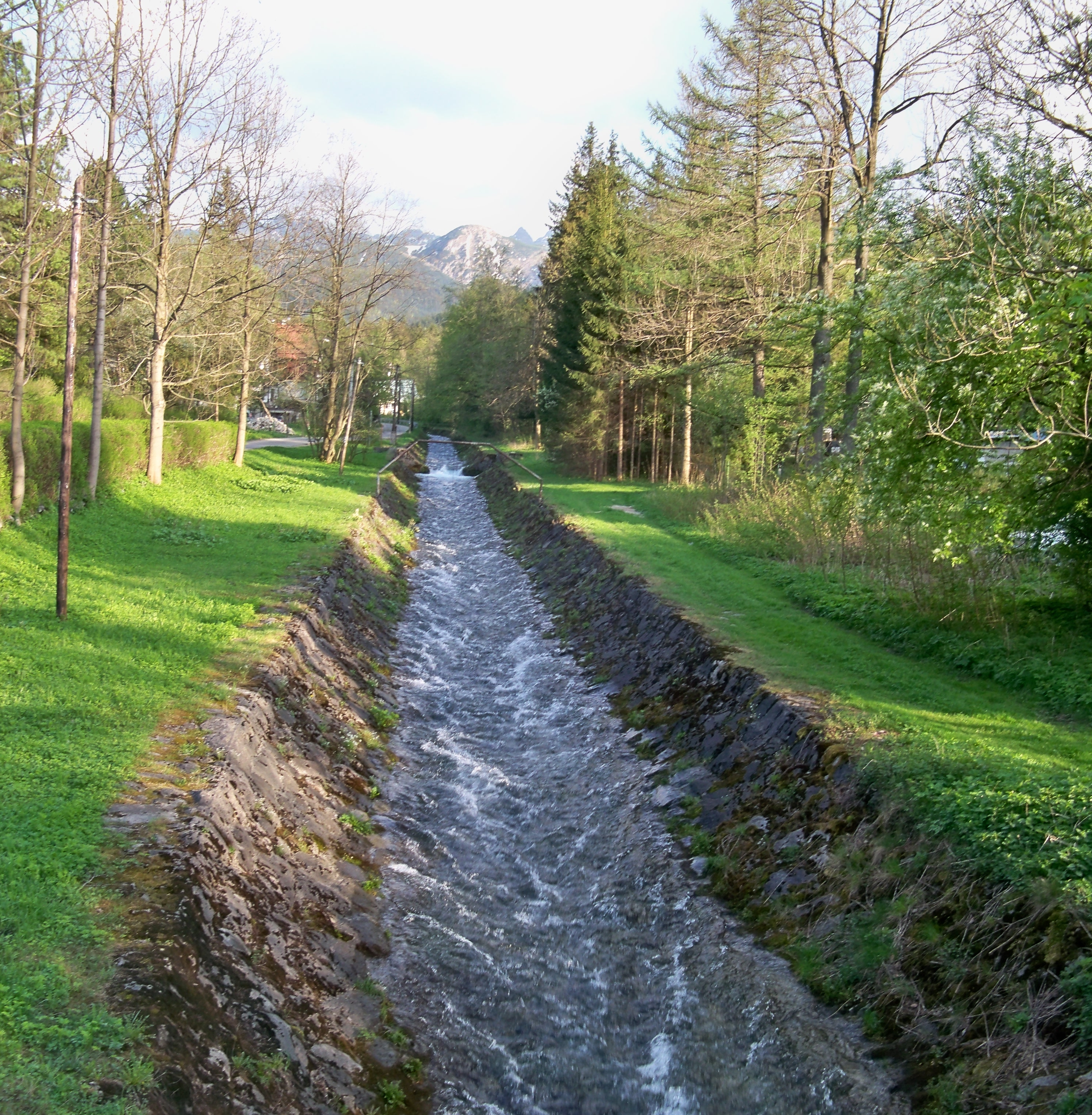
Silnie przekształcony potok górski

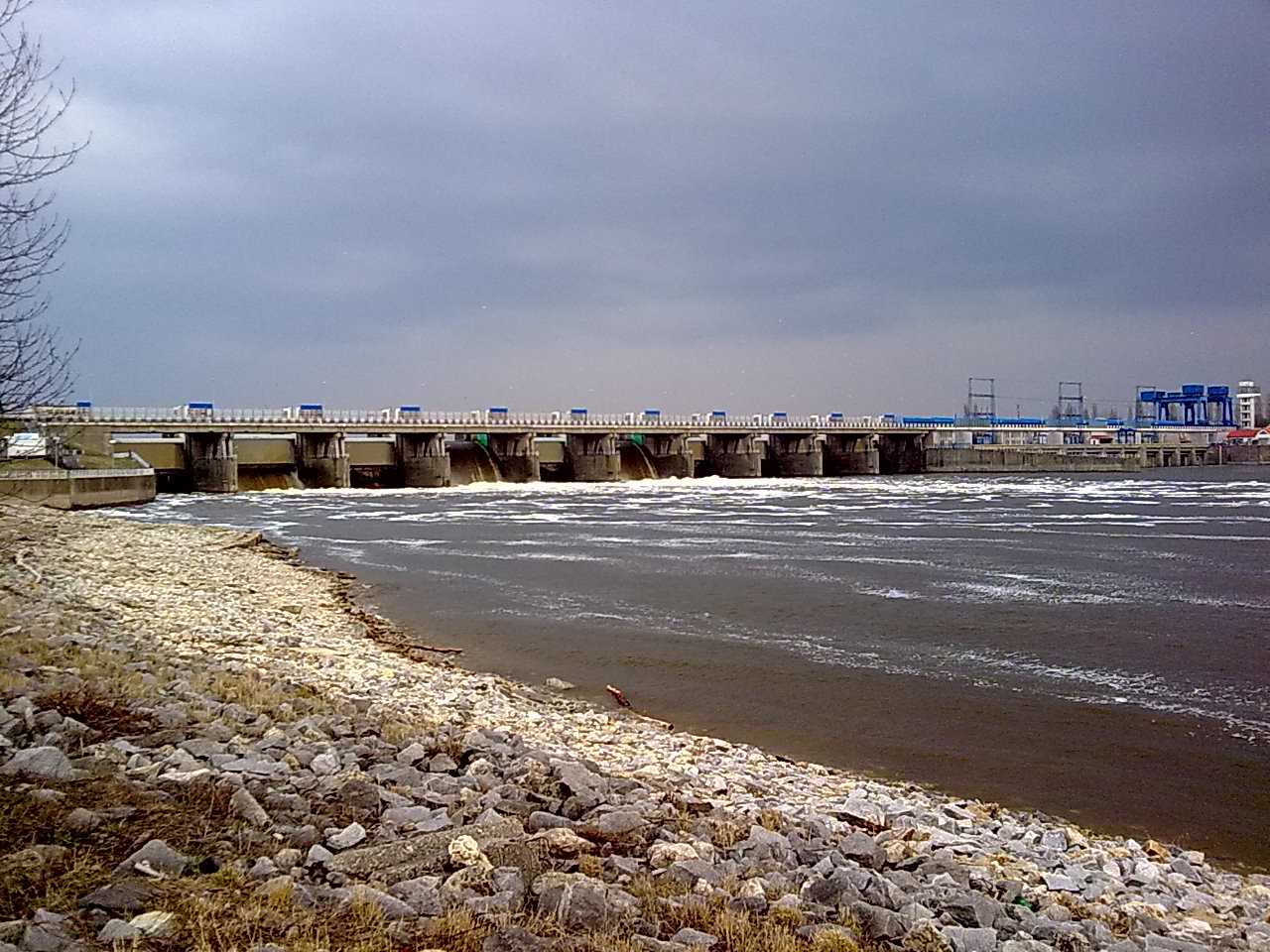
Silnie przekształcony odcinek dużej rzeki

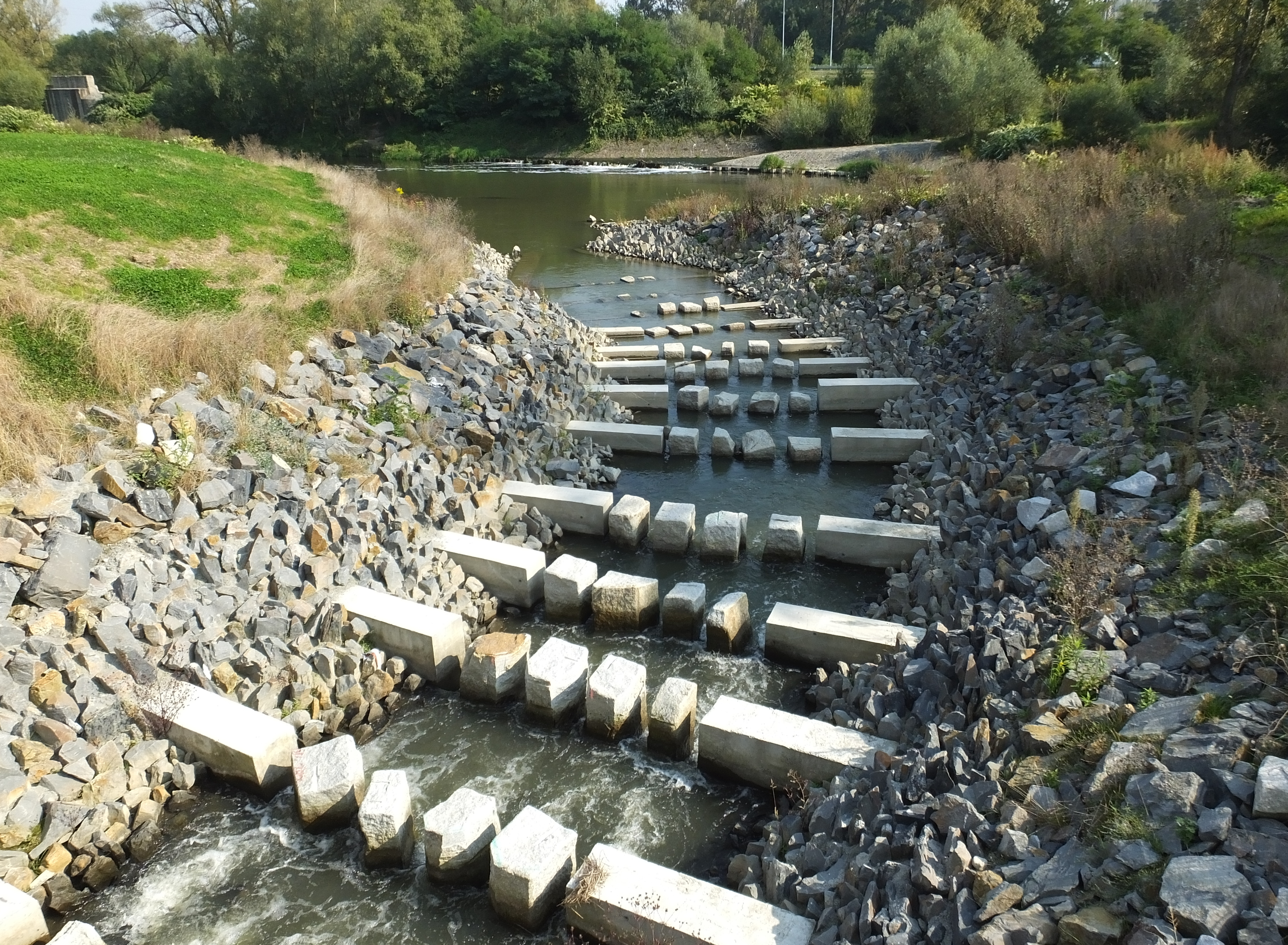
Przepławka dla ryb – jeden ze środków naprawczych przywracających ciągłość migracyjną rzeki

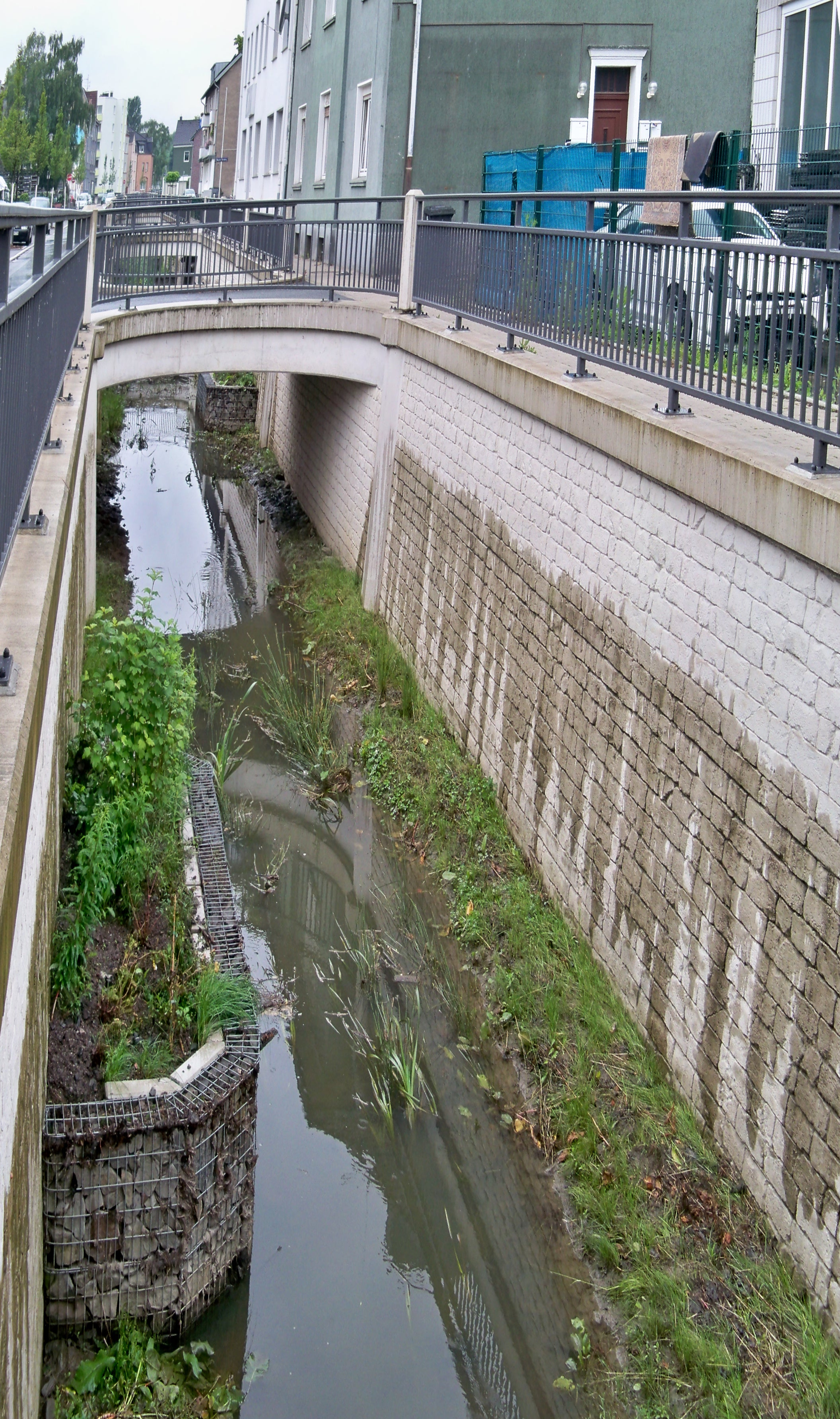
Potok miejski silnie przekształcony hydromorfologicznie. Przykład częściowej renaturyzacji polegającej na odsłonięciu poprzednio zakrytego od góry koryta i wprowadzeniu miejsc dla roślinności

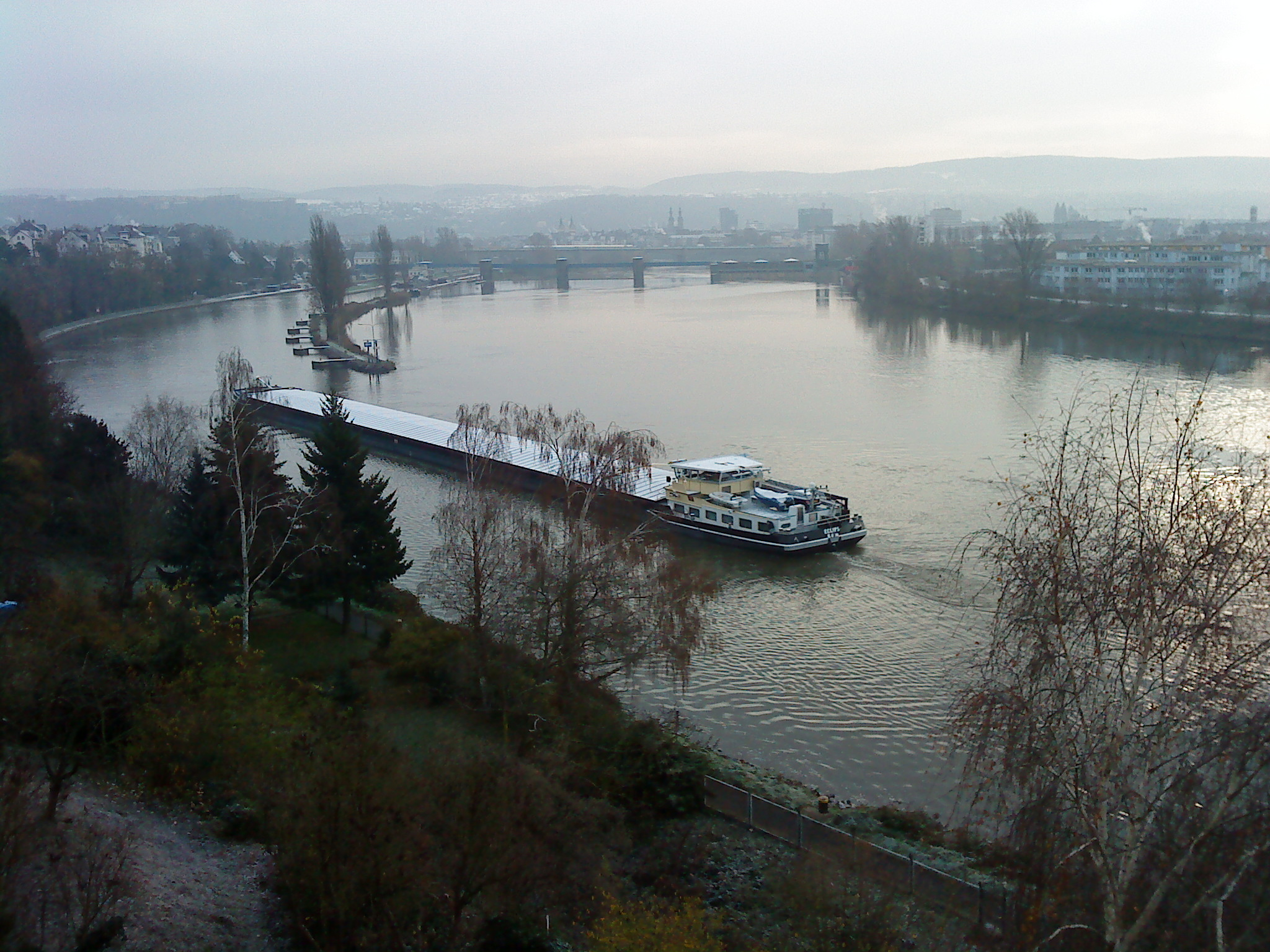
Żegluga – jedna z presji hydromorfologicznych

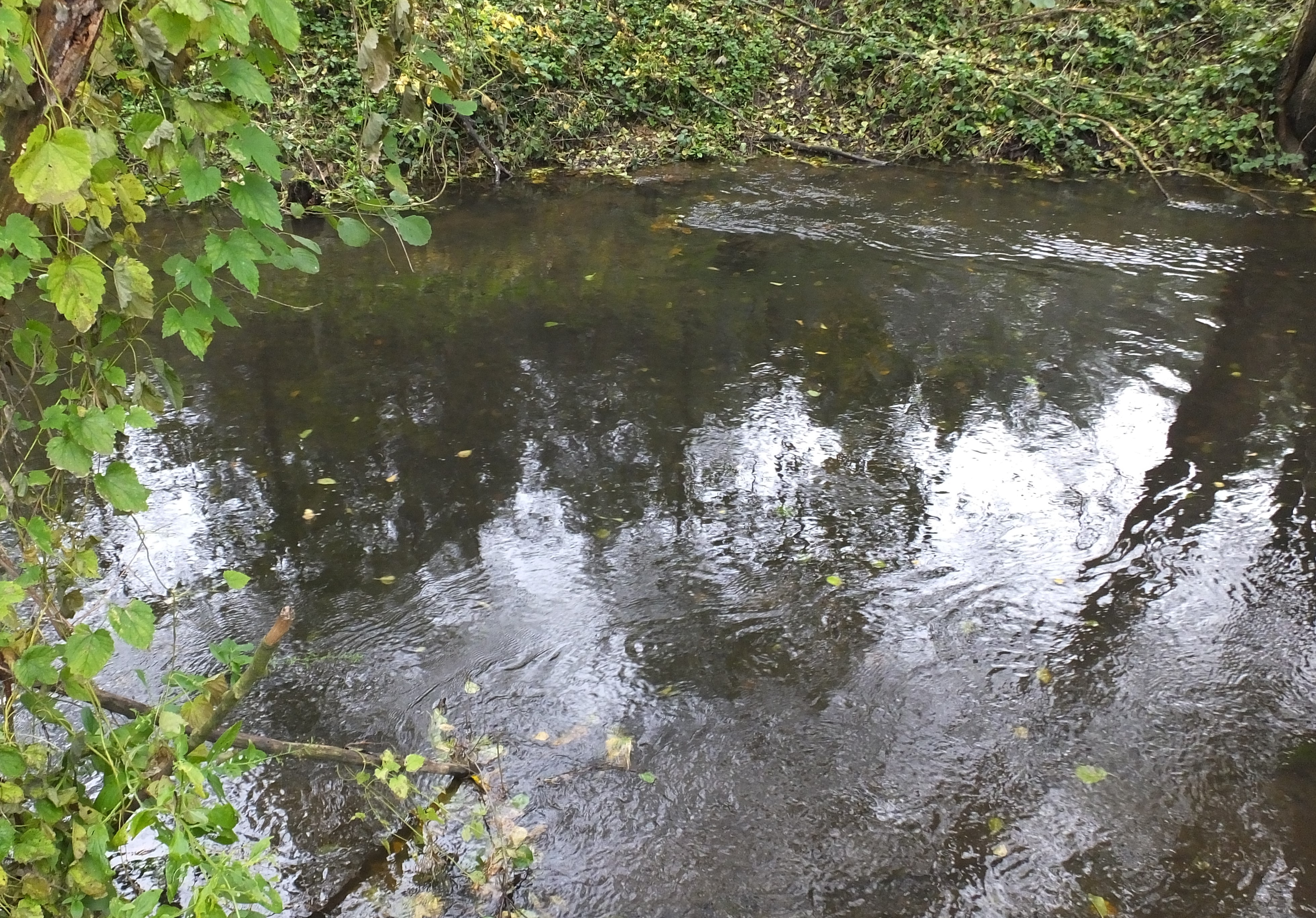
Dwie jednostki hydromorfologiczne cieku – płań i bystrze – oraz związane z nimi typy nurtu – laminarny i wartki

## Przekształcenia hydromorfologiczne
Gospodarka ludzka w wielu przypadkach wymaga przekształcenia hydromorfologicznych elementów wód. Jest to szeroko rozumiana ich regulacja. Jeżeli zmiany warunków hydromorfologicznych jednolitej części wód są na tyle duże, że uniemożliwiają one osiągnięcie przez tę część wód dobrego stanu ekologicznego, zarządzający wodami może taką jednolitą część wód określić jako silnie zmienioną. Takie zmiany muszą być uzasadnione potrzebami zrównoważonego rozwoju – między innymi dobrym stanem środowiska w szerszym znaczeniu, potrzebami żeglugi, rekreacji, retencji (np. w celach energetycznych czy irygacyjnych), ochrony przeciwpowodziowej i innymi. Zgodnie z ramową dyrektywą wodną uzasadnienie takie jest dopuszczalne, kiedy osiągnięcie tych celów przy zachowaniu dobrego stanu ekologicznego wymagałoby podjęcia środków, które nie są możliwe technicznie lub są nieproporcjonalnie kosztowne.

## Klasyfikacja elementów hydromorfologicznych
W krajach, które przyjęły ramową dyrektywę wodną, wymagana jest klasyfikacja ich stanu. Elementy hydromorfologiczne wód jej podlegające różnią się w zależności od kategorii wód. 
W ciekach są to: 
- system hydrologiczny
  - ilość i dynamika przepływu wód
  - połączenie z częściami wód podziemnych
- ciągłość
- warunki morfologiczne
  - głębokość i zmienność szerokości koryta
  - struktura i skład podłoża
  - struktura strefy nadbrzeżnej[3].

W jeziorach są to:
- system hydrologiczny
  - wielkość i dynamika przepływu wód
  - czas retencji
  - połączenie z częściami wód podziemnych
- warunki morfologiczne
  - zmienność głębokości misy
  - wielkość, struktura i skład podłoża jeziora
  - struktura brzegu jeziora[3].

W wodach przejściowych są to:
- warunki morfologiczne
  - zmienność głębokości
  - wielkość, struktura i skład podłoża
  - struktura strefy pływów
- reżim przypływu
  - przepływ wód słodkich
  - ekspozycja na fale[3].

W wodach przybrzeżnych są to:
- warunki morfologiczne
  - zmienność głębokości
  - struktura i skład podłoża
  - struktura strefy pływów
- reżim przypływu
  - kierunek dominujących prądów
  - ekspozycja na fale[3].

Jeżeli jednolita część wód nie została wyznaczona jako silnie zmieniona (lub sztuczna), aby sklasyfikować jej stan ekologiczny jako bardzo dobry, jej parametry hydromorfologiczne muszą być niezakłócone lub prawie niezakłócone w porównaniu do warunków naturalnych. Stan ekologiczny osiąga klasy gorsze niż pierwsza (stan bardzo dobry), gdy przekształcenia hydromorfologiczne pozwalają elementom biologicznym na osiągnięcie stanu gorszego niż bardzo dobry. Oznacza to w praktyce, że w ocenie jakości wód zgodnej z ramową dyrektywą wodną, stan elementów hydromorfologicznych ocenia się tylko jako bardzo dobry lub gorszy niż bardzo dobry, a ostateczna klasyfikacja stanu ekologicznego w tym drugim przypadku zależy od stanu elementów biologicznych, niezależnie od rzeczywistego stanu elementów hydromorfologicznych. W przypadku wód silnie zmienionych lub sztucznych osiągnięcie dobrego stanu ekologicznego nie jest wymagane, w zamian określa się dla nich kryteria potencjału ekologicznego: maksymalnego, dobrego i gorszych. Ponieważ samo wyznaczenie takiego statusu wynika z istniejących przekształceń hydromorfologicznych, maksymalny potencjał ekologiczny takiej jednolitej części wód określany jest pod kątem elementów hydromorfologicznych jako takich, których przekształcenie w danym stopniu było niezbędne dla osiągnięcia celów tego przekształcenia. Jeżeli te przekształcenia są większe niż konieczne lub dotyczą parametrów, które nie są związane z celem uznania jednolitej części wód za silnie zmienioną, potencjał ekologicznych takich wód jest oceniony jako gorszy niż maksymalny, analogicznie do oceny stanu ekologicznego w wodach naturalnych. Aby ocenić potencjał ekologiczny jako maksymalny, przekształcenia hydromorfologiczne muszą być ponadto łagodzone tak, aby zachować ciągłość cieku w najwyższym możliwym stopniu.
Za monitoring jakości wód w zakresie elementów hydromorfologicznych według polskiego prawa wodnego odpowiedzialne są dwie służby – państwowa służba hydrologiczno-meteorologiczna oraz Inspekcja Ochrony Środowiska.
W celu ustalenia stanu elementów hydromorfologicznych stosowane są odpowiednie metodyki. Według jednego z systemów klasyfikacji metodyk oceny stanu elementów hydromorfologicznych wód płynących wyróżnia się 5 typów służących głównie: ocenie fizycznej siedlisk, ocenie siedlisk przybrzeżnych, ocenie morfologicznej, ocenie reżymu hydrologicznego oraz ocenie drożności dla ryb. Różne metodyki służą do oceny hydromorfologii w różnej skali: jednostek hydraulicznych lub sedymentologicznych, jednostek morfologicznych, odcinków cieku lub zlewni. Metodyki te skupiają się na ocenie głównego koryta rzeki lub strefy brzegowej. Wiele metodyk łączy niektóre typy. Istnieją również metodyki silnie wyspecjalizowane, służące do oceny jednego parametru. Należą do nich metodyki określania przepływów środowiskowych.
W 2015 roku było znane ponad sto metodyk ogólnej oceny hydromorfologicznych elementów rzek. Z kolei w podobnym czasie samych metodyk określania przepływów środowiskowych i pokrewnych, jak przepływ nienaruszalny czy gwarantowany, było znane okołu dwustu. Ramowa dyrektywa wodna wskazuje, że metodyki monitoringu elementów hydromorfologicznych muszą być zgodne z normami EN 14614:2004 (wody płynące) i EN 16039:2011 (jeziora). W przypadku rzek oznacza to, że monitorowane mają być następujące kategorie elementów hydromorfologiczne z przykładowymi elementami:
- geometria koryta
  - zarys
    - roztoki
    - krętość rzeki
    - przekształcenia zarysu
- podłoże koryta
  - sztuczne typy podłoży
  - naturalne typy podłoży
  - zagospodarowanie zlewni (np. mające wpływ na zamulenie)
- roślinność koryta i organiczne szczątki
  - formy życiowe roślin wodnych
  - szczątki liści i drewna
  - zabiegi dotyczące roślinności
    - wykaszanie
- erozja i charakter depozycji
  - cechy w korycie łącznie z podstawą brzegu
    - odsypiska
    - ławice i wyspy
    - podcięcia brzegu
- przepływ rzeki
  - model przepływu
    - przepływ swobodny, woda marszcząca się lub gładka
    - wpływ ostróg, deflektorów

  - cechy przepływu
    - plosa
    - bystrza

  - reżim odpływu
  - odprowadzanie wody
  - przerzuty
  - zasilanie
  - zrzuty z zapór
- wpływ sztucznych struktur na podłużną ciągłość
  - sztuczne bariery ograniczające ciągłość przepływu, transport rumowiska i migrację organizmów
    - jazy
    - zapory
    - śluzy
    - przepusty
- struktura i modyfikacje brzegu
  - materiał budujący brzeg
  - typy umocnień
- taras zalewowy
  - typ użytkowania terenu z zasięgiem zagospodarowania
  - rodzaje otwartych wód i terenu podmokłego
    - starorzecza
    - torfowiska
    - stawy rybne
    - kanały
    - żwirownie
- stopień bocznej łączności rzeki z tarasem zalewowym, możliwość zmiany położenia koryta rzecznego
  - ograniczenia potencjalnej mobilności koryta rzecznego
  - ograniczenia przepływu w poprzek tarasu
  - obwałowania
  - ciągłość tarasu[8].

Warunek zgodności z normami wskazanymi w RDW spełniają m.in. metodyki Hydromorfologiczny Indeks Rzeczny oraz LHS PL stosowane w Polsce. Jedną z powszechnie stosowanych metodyk jest River Habitat Survey pierwotnie opracowana dla oceny cieków Anglii i Walii, ale stosowana w opracowaniach naukowych i raportowych również w innych krajach, w tym w Polsce. Elementy metodyki RHS stały się podstawą opracowania normy EN 14614:2004.
Naturalne elementy hydromorfologiczne, zwiększając zmienność siedlisk, podnoszą klasyfikację ocenianych wód, podczas gdy elementy antropogeniczne, zwłaszcza hydrotechniczne ją obniżają. Pewne podobne elementy hydromorfologiczne mogą być różnie oceniane w zależności od pochodzenia. Bariery hydrotechniczne obniżają klasyfikację, podczas gdy naturalne spiętrzenia, takie jak tamy bobrowe czy zatory z rumoszu drzewnego, podnoszą ją.

## Presje hydromorfologiczne
Na elementy hydromorfologiczne wywierane są różne presje. Wkrótce po ogłoszeniu ramowej dyrektywy wodnej eksperci odpowiedzialni za jej wdrażanie przewidywali występowanie kilka głównych grup działalności ludzkiej mającej wpływ na warunki hydromorfologiczne: żeglugę, ochronę przeciwpowodziową, energetykę wodną, rolnictwo z leśnictwem i akwakulturą, zaopatrzenie w wodę, rekreację i urbanizację. Z działalnością tą związane są następujące presje hydromorfologiczne i oddziaływania na środowisko:
- przekształcenia fizyczne
  - zapory i jazy
  - utrzymanie koryta z bagrowaniem
  - tory wodne
  - umocnienia brzegów
  - drenaż gruntów
  - osuszanie akwenów (melioracja)
  - odcinanie starorzeczy
- oddziaływania na parametry hydromorfologiczne i biologiczne
  - przerwanie ciągłości rzeki i transportu osadów
- zmiana profilu koryta
- odcięcie starorzeczy
- odcięcie lub zanik terenów zalewowych
- zmniejszenie przepływu
- bezpośrednie mechaniczne niszczenie flory i fauny
- sztuczny reżym odpływu
- zmiana poziomu wód gruntowych
- erozja i zamulenie[17].

W trakcie wdrażania ramowej dyrektywy wodnej eksperci Komisji Europejskiej presje hydromorfologiczne podzielili na kilka kategorii związanych z wykorzystaniem płynących wód powierzchniowych: retencją, rolnictwem, zwłaszcza melioracją, ochroną przeciwpowodziową, żeglugą śródlądową oraz jako osobną kategorię presje hydromorfologiczne wywierane na wody przejściowe i przybrzeżne.
W Unii Europejskiej presje hydromorfologiczne oddziałują na około 40% rzek i wód przejściowych oraz około 30% jezior. Są one związane głównie z energetyką wodną, żeglugą, rolnictwem, ochroną przeciwpowodziową i urbanizacją. Kraje, gdzie ta presja jest najsilniejsza to Holandia, Niemcy, Polska, Węgry i Anglia (wody śródlądowe), a gdy uwzględnić wody przejściowe i przybrzeżne również Belgia i Włochy.
Presje hydromorfologiczne różnego typu są uważane za kluczowe dla stanu ryb w ciekach. Stąd wskaźniki oceny stanu ichtiofauny rzecznej są konstruowane w odniesieniu głównie do tej grupy presji. Podczas kalibrowania polskich wskaźników tego typu odnoszono je do 12 rodzajów presji hydromorfologicznej (łącznie z turystyką i sportem) i 4 rodzajów pozostałych presji (zarybianie, zanieczyszczenie termiczne).
W trakcie interkalibracji wskaźników oceny stanu makrozoobentosu w bardzo dużych rzekach europejskich okazało się, że choć poszczególne wskaźniki krajowe były tworzone tak, by wskazywać zróżnicowane presje, zwłaszcza zanieczyszczenia materią organiczną i substancjami biogennymi, to wspólny wskaźnik najlepiej koreluje z miarami presji wskazującymi na eutrofizację i siedem typów zmian hydromorfologicznych: obecność zapór w górnym biegu rzeki, nagłe zmiany przepływu (związane z retencją), regulacja, spowolnienie przepływu przez kaskady zbiorników zaporowych, pobór wody, przekształcenia roślinności nadbrzeżnej i żeglugę.